# Hafen Emmerich
Der Hafen Emmerich ist ein Binnenhafen auf dem Gebiet der Hansestadt Emmerich am Rhein, Nordrhein-Westfalen.
Er umfasst drei Schutzhäfen, zwei Anlandungsstellen (Stromhäfen) und einen Sportboothafen am Niederrhein.

## Geographie
Die Häfen liegen unmittelbar nördlich von Emmerich am Rhein an sieben räumlich getrennten Standorten entlang der Bundeswasserstraße Rhein bei Rheinkilometer 847,5 bis 853,8 rechts, auf einer Höhe von 11 m ü. NHN.
- Karte mit allen Koordinaten:
- OSM |
- WikiMap

| Lage: Gewässer – km | Hafen:        | Beschreibung        | Kailänge                        | Ausstattung |
| ------------------- | ------------- | ------------------- | ------------------------------- | --- |
| 847,5 R             | Hafen ⊙       | Schutzhafen Dornick | 2 × 75 m, Kai + 90 m            | Liegeplätze, Schwerstlastplatte, Slipstelle, 2 Panzerdurchfahrten, Freilagerfläche |
| 851,6 R             | Schutzhafen ⊙ | Industriehafen      | 280 + 110 m Kai, 420 m geböscht | 2 Kranbrücken, 1 Drehkran, 2 Ladestellen für flüssige Güter, Warteplätze für die Berufsschifffahrt, Bahnanschluss direkt auf beide Kais                                                                   |
| 851,8 R             | Hafen ⊙       | Staatshafen         | 450 m, geböscht 120 m gespundet | Dalben, Strom, mehrere Landungsstege, Feuerlöschboot |
| 852,1 R             | Lände ⊙       | Rheinpromenade      | ca. 700 m, geböscht             | 3 Schiffsanleger für die Personenschifffahrt, ÖPNV |
| 852,4 L             | Reede ⊙       | Wartestelle         |                                 | Wendestelle für Schubverbände bis zu 185 m, Warteplatz, Slipstelle für Kleinfahrzeuge |
| 853,1 R             | Lände ⊙       | Johnson-Lände       | 120 m, geböscht                 | Landungssteg, Umschlagseinrichtungen für flüssige Güter, Pipelines zum Werksgelände, Dalben |
| 853,8 R             | Marina ⊙      | Sportboothafen      | Steganlagen                     | 350 Wasserliegeplätze für Kleinfahrzeuge bis 15 m Länge und kleine Schiffe bis 40 m und 1,6 m Tiefgang, Kran, Slipstelle Strom, Wasser, Sanitär, Clubhaus, Wohnmobil-Stellplatz, Trockenliegeplätze, ÖPNV |

## Geschichte

Anleger Emmerich um 1843

Begünstigt durch ihre Lage am Rhein profitierte Emmerich am Rhein schon früh von der Schifffahrt. 1670 legte die Stadt auf eigene Kosten einen Sicherheitshafen an, um den Schiffen bei Hochwasser und Eisgang Schutz zu bieten. Im Winter 1864/1865 reichte der Platz nicht mehr für alle schutzsuchenden Schiffe, daher baten die Rheinschiffer um den Bau eines neuen Hafens.

### Industriehafen

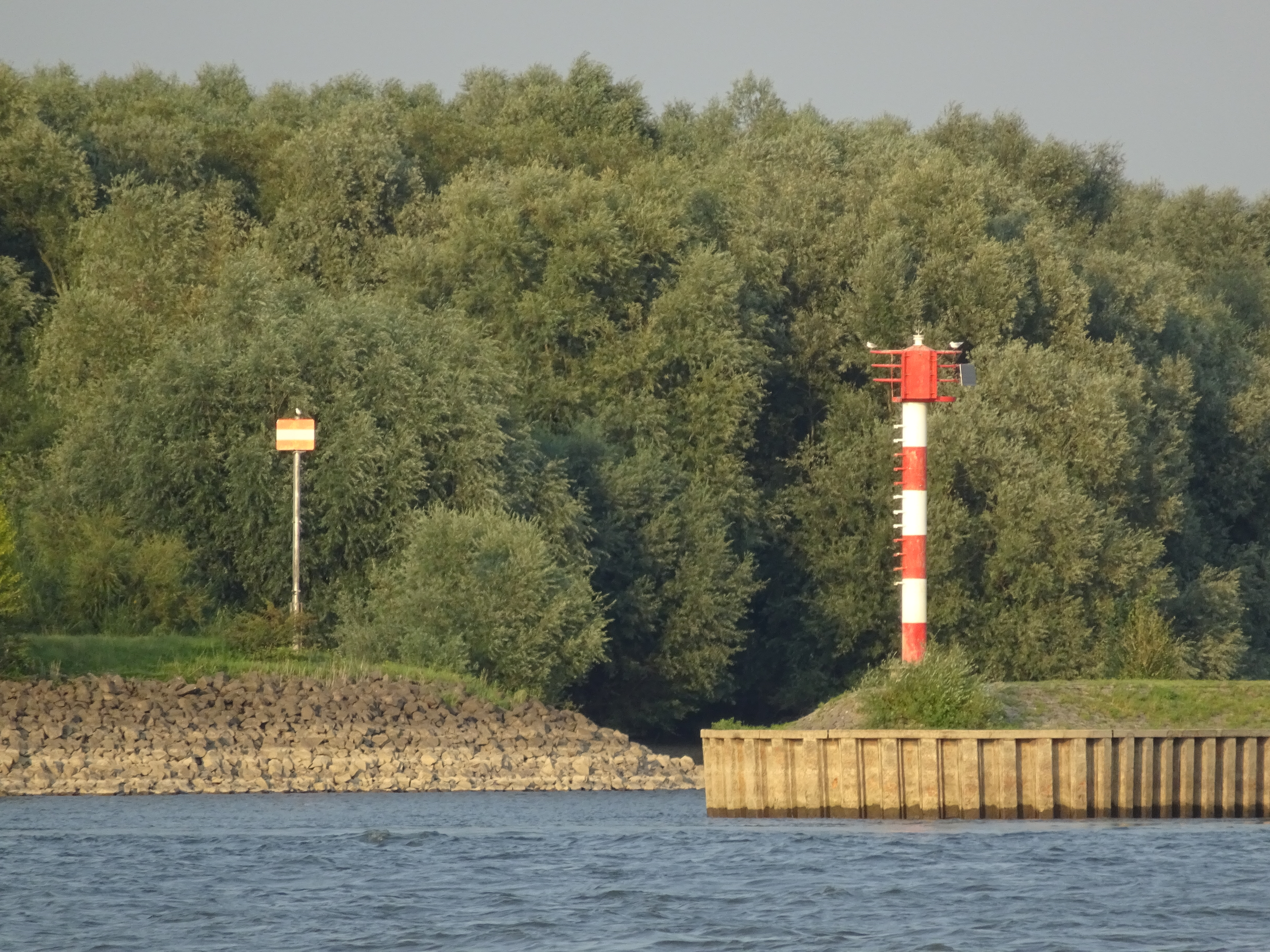
Einfahrt zum Hafen Dornick, Blick von Westen

Der Bau wurde 1885/86 genehmigt und ein neues Hafenbecken mit besonderem Eingang vom Rhein aus hergestellt. Im Jahr 1904 wurde der Sicherheitshafen zum Handels- und Umschlagplatz ausgebaut. Hierfür wurden erstmals eine Werftanlage errichtet und Anschlussgleise verlegt. Zwei Jahre später, 1906, folgte der Ausbau zum Industriehafen. Während des Zweiten Weltkrieges wurden große Teile des Hafens sowie die beiden 3- und 6-Tonnen-Kräne stark beschädigt. Es folgte der Wiederaufbau. Nachdem der 6-Tonnen-Kran wiederhergestellt worden war, wurde am 4. November 1946 der Kranbetrieb wieder aufgenommen. Am 25. September 1959 wurde ein neuer 5-Tonnen-Kran gekauft. Diese Investition stellte den Höhepunkt des Wiederaufbaus dar. 1963 wurde der weitere Ausbau des Industriehafens genehmigt. Es wurden eine 200 Meter lange Spundwand errichtet, die Hafensohle auf 6,5 NN tiefer gelegt und das Hafenbecken auf 80 Meter verbreitert. Zudem entstand ein neues Industriegelände. 1968 wurde dann der erste Containertransport abgewickelt. Mit den vorhandenen Kränen konnte man zu dieser Zeit allerdings nur 8-Fuß-Container umschlagen, was sich als nachteilig gegenüber anderen Häfen erwies. Nachdem bereits 1968 die Errichtung einer modernen Container-Umschlagsanlage mit einer Tragfähigkeit von 30 bis 40 Tonnen geprüft worden war, beschloss der Rat der Stadt Emmerich am 20. Mai 1969 die Errichtung einer solchen Großcontainer-Umschlaganlage. 1973 nahm diese ihren Betrieb auf. 1982 bis 1984 folgten weitere Investitionen in den Ausbau des Hafens. Die Spundwand wurde verdoppelt, so dass dort seitdem zwei Schiffe gleichzeitig geleichtert werden können.

### Hafen Dornick
Der Hafen in Dornick wurde ab 1966 gebaut und ab 1969 militärisch von einer in der Moritz-von-Nassau-Kaserne stationierten Pioniereinheit genutzt. Ebenfalls 1969 wurde Dornick zur Stadt Emmerich eingemeindet. Zum 30. Juni 2008 wurde der Standort aufgegeben und entmilitarisiert, das umgebende Gelände 2013 zum Naturschutzgebiet Hafen Dornick umgewidmet.

## Infrastruktur

### Hafen Dornick
Der Hafen Dornick liegt seit 2008 brach. Er kann von Sportbooten, bspw. Muskelkraftfahrzeugen genutzt werden. In der Zukunft ist dort eine zivile Nutzung des vorderen Bereiches für einen umweltverträglichen Wassertourismus vorgesehen.

### Industriehafen
Heute umfassen die Anlage des Industriehafens in der Löwenberger Landwehr rund 35.000 Quadratmeter. Sie werden zum Teil von der Rhein-Waal-Terminal GmbH (RWT) betrieben, die 1987 gegründet wurde. Das Kerngeschäft ist der Überseecontainertransport. Bei einer Kailänge von 280 + 40 Meter stehen zwei Liegeplätze und zwei Containerbrücken mit einer Tragfähigkeit von bis zu 50 Tonnen für die Containerverladung zur Verfügung. Diese haben jeweils eine Ausladung von 80 m und überspannen auch die dort auf den Pier geführten zwei Anschlussgleise. Die für Kühlcontainer erforderlichen, so genannten Reefer-Anschlüsse, sind dort noch nicht vorhanden.
300 Meter weiter östlich befindet sich die Anlegestelle der Oleon Chemie. An 240 Meter geböschtem Ufer können ebenfalls zwei Gütermotorschiffe gleichzeitig abgefertigt werden. Die dortigen Umschlageinrichtungen sind auf flüssige Güter spezialisiert, und Pipelines führen, über die Bahntrasse hinweg, direkt auf das Werksgelände. Östlich gegenüber besteht eine dritte Umschlagstelle in der Löwenberger Landwehr. Diese gehört zu der Deutschen Giessdraht Gesellschaft, verfügt an 110 m Kailänge über einen eigenen Drehkran und hat ebenfalls einen Bahnanschluss bis direkt auf das Pier.
Ein Ausbau des Terminals ist auf der östlichen Seite des Hafenbeckens geplant und es soll dort eine dritte Containerbrücke entstehen. Da es sich bei der Fläche um ein Fauna-Flora-Habitat-Gebiet (FFH) handelt, sind hier noch umfangreiche Genehmigungsverfahren bis zu einer möglichen Umwidmung der Fläche in ein Sondergebiet Hafen erforderlich.

### Staatshafen

Panorama Staatshafen/Fiskalischer Hafen, 2012

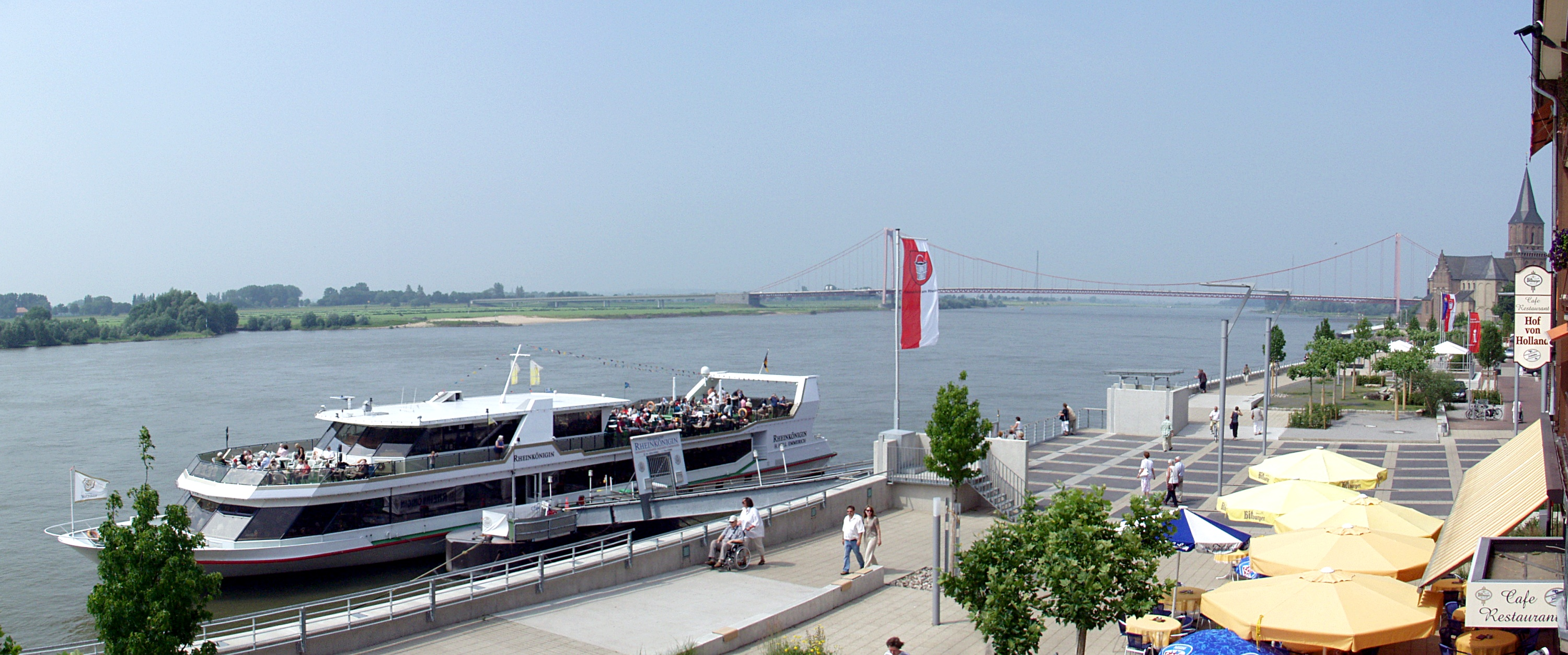
Anlegestelle der Personenschifffahrt (2007)

Der Staatshafen wird auch Fiskalischer Hafen Emmerich genannt. Umschlagsmöglichkeiten sind dort nur begrenzt im östlichen Bereich vorhanden. Ein kleines Schiff bis zu 50 Meter Länge kann an geböschtem Ufer mit einem 6-Tonnen-Drehkran abgefertigt werden. Ansonsten bestehen Liegemöglichkeiten an Dalben für einige weitere Schiffe, Stromanschlüsse, und mehrere ÖPNV-Anbindungen in jeweils wenigen hundert Metern Entfernung. Den westlichen Bereich nutzt das Wasserstraßen- und Schifffahrtsamt Duisburg-Rhein und unterhält dort eigene Steganlagen für Arbeitsschiffe, Feuerlöschboot etc. Im westlichen Bereich des Staatshafen hat auch das Hauptzollamt Duisburg eine Außenstelle, die aber keinen eigenen Anleger besitzt.

### Rheinpromenade
An der Rheinpromenade bestehen drei Steganlagen, die die Personenschifffahrt nutzt. Die Ausflugs- und Flusskreuzfahrt findet dort bei Landgängen unmittelbar am Pier ein vielfältiges Angebot an lokaler Gastronomie vor. Nahe Parkmöglichkeiten für Reisebusse erleichtern den Umstieg, die Zugänge sind barrierefrei gestaltet und der nächstgelegene ÖPNV-Anschluss ist nur 80 Meter stadteinwärts entfernt.

### Johnson-Lände

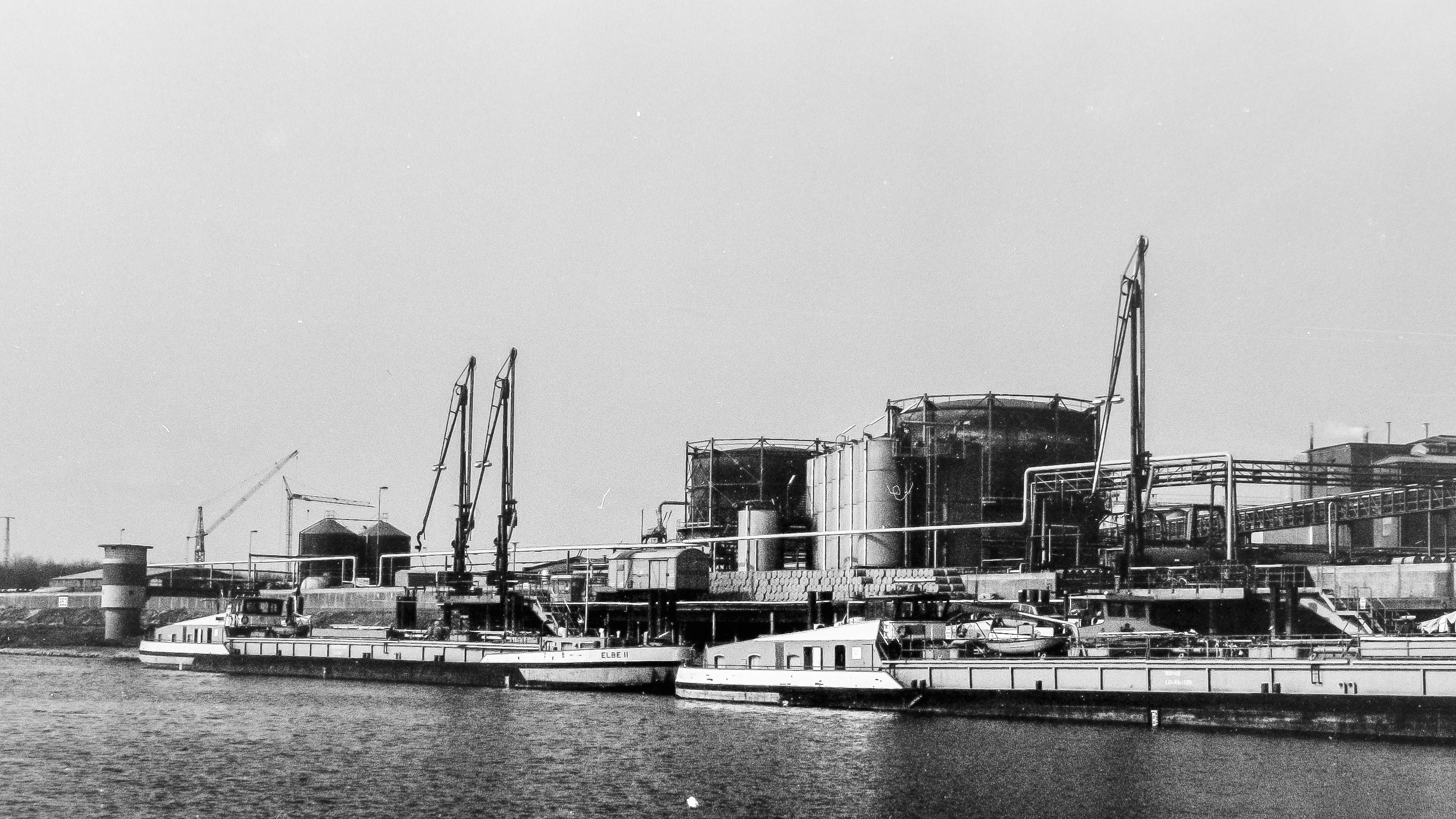
Werkshafen Anfang der 1980er Jahre, zu Unichema-Zeiten

Diese Anlegestelle wurde als Werkshafen errichtet (Unichema, dann Johnson Chemical, dann OLEO, jetzt KLK Emmerich GmbH)  Ein Schiff bis zu 135 m Länge kann dort abgefertigt werden, ein weiteres auf Reede warten. Die Umschlagseinrichtungen dieses Chemiehafens sind speziell für flüssige Güter eingerichtet. Pipelines führen direkt zum Werksgelände. Ein Bahn- oder Straßenanschluss ist dort nicht vorhanden.
2019 wurden die Umschlagseinrichtungen über einen 125 m langen Pier zu einer neuen Verladebühne in Richtung Rheinstrom vorgelagert, damit auch bei längerandauerndem Niedrigwasser das Verladen möglich bleibt.

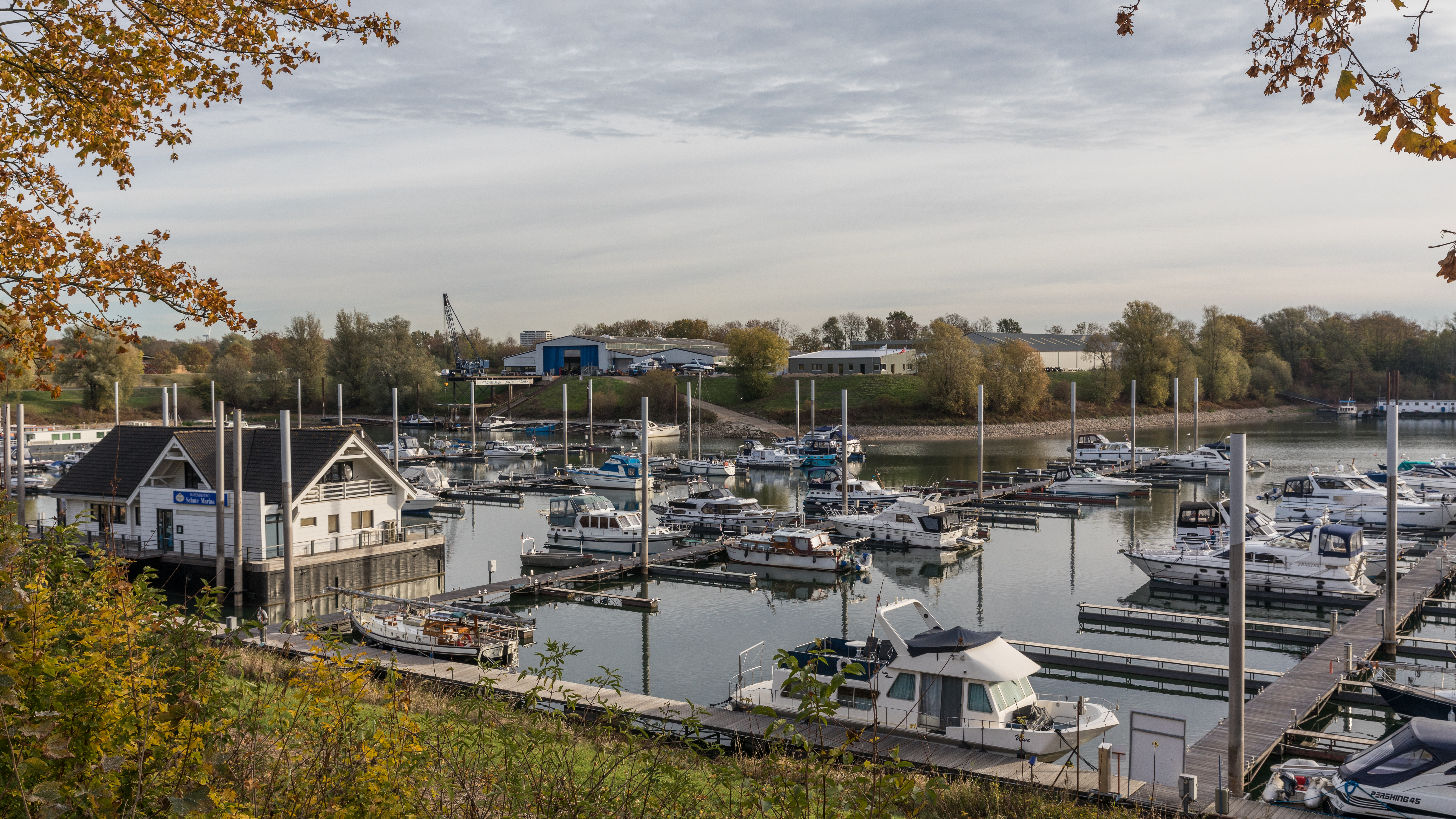
Yachthafen Emmerich, Blick von Westen (2018)

### Yachthafen
Etwa einen Kilometer stromabwärts, bereits westlich von der Rheinbrücke Emmerich, befindet sich rechts die Einfahrt in einen Altarm des Rheins. Etwa 700 m nördlich mündet dieser in das Hüthumer Meer. In diesem etwa 1,5 Hektar großen Stillgewässer liegt, nur durch das Naturschutzgebiet Emmericher Ward von der Grenze zu den Niederlanden getrennt, der Yachthafen Emmerichs.
Dort gibt es etwa 350 Wasserliegeplätze für Kleinfahrzeuge bis 15 m Länge und einige kleine Schiffe bis 40 m. An einigen Stellen ist der Tiefgang auf 1,6 m eingeschränkt, beträgt größtenteils jedoch 3,2–4 m. Es gibt einen Kran mit 22 t Tragfähigkeit und eine hydraulische Slipanlage, Strom, Wasser, Sanitäreinrichtungen und ein Clubhaus. Der Wohnmobilstellplatz ist automatenbewirtschaftet und kann 24/7 angefahren werden. An Land bestehen zusätzlich Trockenliegeplätze und eine Werfthalle. Vom östlichen Anleger aus sind es nur 100 m Fußweg bis zum nächstgelegenen ÖPNV-Anschluss an der Klever Straße.

## Verkehr
Der Industriehafen Emmerich ist für einen trimodalen Verkehr ausgelegt. Gemeindestraßen erschließen ihn über die L7 zu der westlich gelegenen Bundesstraße 220 hin. Die Hafenbahn schließt an die Bahnstrecke Oberhausen–Arnhem (Hollandbahn) an.
Zwischen den Häfen Emmerich und Basel verkehrt zudem dreimal wöchentlich der Basel-Multimodal-Express, der die Container über Nacht per Schiene zwischen den beiden Bestimmungsorten transportiert. Seit 2021 betreibt RTSB eine Container-Zugverbindung von China nach Emmerich.

## Entwicklung
Der Umschlag des Rhein-Waal-Terminals konnte in den letzten zwanzig Jahren versechsfacht werden. Im Jahr 2015 betrug der Gesamt-Containerumschlag 147.277 TEU, wovon 125.668 TEU auf den wasserseitigen und 21.609 TEU auf den bahnseitigen Umschlag entfielen. Damit zählt der Rhein-Waal-Terminal (seit 2017 Contargo Rhein-Waal-Lippe) neben den Terminals in Duisburg, Neuss, Düsseldorf und Köln zu den größten Umschlagterminals in Nordrhein-Westfalen. 2015 wurde der Emmericher Hafen im Entwurf des neuen Landesentwicklungsplans (LEP) als landesbedeutsam eingestuft.